# Cieza (stacja kolejowa)
Cieza (hiszp. Estación de Cieza) – stacja kolejowa w miejscowości Cieza, we wspólnocie autonomicznej Murcja, w Hiszpanii. Stacja obsługuje pociągi długiego dystansu.

## Położenie
Stacja znajduje się w km 410 linii Chinchilla – Cartagena, na wysokości 213 m n.p.m..

## Historia
Stacja została otwarta do użytku 8 października 1864 wraz z uruchomieniem odcinka Cieza-Murcja linii z Madrytu do Alicante i Murcji. Compañía de los Ferrocarriles de Madrid a Zaragoza y Alicante była odpowiedzialna za budowę linii z Albacete. w 1941 roku, w wyniku nacjonalizacji całej hiszpańskiej sieci kolejowej stacja stała się częścią RENFE.
Od 31 grudnia 2004 Renfe Operadora zarządza liniami, podczas gdy Adif jest właścicielem obiektów kolejowych.

## Linie kolejowe
- Chinchilla – Cartagena